# Ctenocella paraplexauroides
Ctenocella paraplexauroides är en korallart som först beskrevs av Stiasny 1936.  Ctenocella paraplexauroides ingår i släktet Ctenocella och familjen Ellisellidae. Inga underarter finns listade i Catalogue of Life.